# Dušikov trijodid
Dušikov trijodid (NI3) je neobstojna spojina dušika in joda, ki eksplozivno razpade že ob najmanjšem dotiku (npr. s peresom, sproži ga lahko tudi veter oz. premikanje zraka ter celo lastna teža). 
Dušikov trijodid ne obstaja kot čista spojina, marveč tvori adukt z amonijakom, v katerem ga navadno pripravimo. Kljub temu pa ta adukt ni stabilen, zato lahko kristali dušikovega trijodida eksplodirajo z močnim pokom že ob najmanjši spremembi, pri čemer nastanejo vijolične pare joda. Molekula je piramidalne oblike.